# Giuseppe Favaro
Giuseppe Favaro (Padova, 1877 – Fiesso d'Artico, 1954) è stato un anatomista italiano.
Figlio di Antonio Favaro, matematico e storico della Scienza, fu docente universitario di Anatomia a Messina, Bari, Modena.Studiò in particolare il funzionamento dell'epifisi nei mammiferi. Fu autore,  con Antonio Pensa, dell'apprezzato Trattato di anatomia sistematica, 2 voll., Torino : Unione Tipografico-Editrice Torinese, 1933–1935; III edizione, 1970; IV edizione revisionata ed ampliata da Luigi Cattaneo, Torino : UTET, 1975). Erudito di vasti interessi e autore di alcune memorie in latino,fu anche storico della medicina e autore di saggi su Girolamo Fabrici d'Acquapendente e Gabriele Falloppio.